# جون فولرتون
جون فولرتون هو سياسي كندي، ولد في 12 مايو 1912 في ثيسالون في كندا، وتوفي في 5 يوليو 1965 في تورونتو في كندا. حزبياً، نشط في حزب أونتاريو المحافظ التقدمي. وقد انتخب عضو برلمان مقاطعة أونتاريو.